# Az 1945–1947 közötti magyar nemzetgyűlés képviselőinek listája
Az 1945–1947-es parlamenti ciklus (1945. november 29. – 1947. július 25.) nemzetgyűlési képviselői.

## Az alakuló nemzetgyűlés
Az 1945-ös magyarországi nemzetgyűlési választások november 4-én zajlottak le, melyet követően november 29-én összesen 409 választott képviselő tette le az esküjét az Országházban (létszámuk egyébként nem volt törvényben pontosan meghatározva), akikhez a megalakulás előtti ülésen a nemzetgyűlés által kiválasztott további tíz közéleti személyiség is csatlakozott. A ciklus közben a közéleti személyiségek számát tizenkettőre emelték, majd a ciklus végén ezt a passzust az új nemzetgyűlési törvénnyel felülírták (vagyis eltörölték).
Az 1945-ös választási törvény név szerint említett számos olyan, a Horthy-korszakhoz illetve annak jobboldali ellenzékéhez, valamint a nyilasokhoz és a szélsőjobbhoz közvetlenül köthető pártokat és politikai szervezeteket, melyek vezetőit, de még a tagjait is kizárták a választható személyek köréből, pontosabban külön engedélyhez kötötték indulásukat.
| Név                                   | Párt                          | Választókerület                       | Megjegyzés                                                                                              |
| ------------------------------------- | ----------------------------- | ------------------------------------- | --- |
| Acsay László                          | Független Kisgazdapárt        | Borsod-Gömör-Zemplén-Abaúj            | |
| Adorján János                         | Független Kisgazdapárt        | Pest-Pilis-Solt-Kiskun és Bács-Bodrog | |
| Almási Imre                           | Független Kisgazdapárt        | Pest-Pilis-Solt-Kiskun és Bács-Bodrog | |
| Andaházi Kasnya Béla                  | Független Kisgazdapárt        | országos lista                        | 1947. január 21-én Mihályfi Ernő váltotta                                                               |
| Andrássy Dániel                       | Független Kisgazdapárt        | Szabolcs-Szatmár-Bereg                | |
| Id. Antall József                     | Független Kisgazdapárt        | Veszprém                              | |
| Antl Ödön                             | Független Kisgazdapárt        | Somogy                                | |
| Auer Pál                              | Független Kisgazdapárt        | Nagy-Budapest                         | 1946. november 28-án Vándor Ferenc váltotta                                                             |
| Augusztin Ferenc                      | Független Kisgazdapárt        | Borsod-Gömör-Zemplén-Abaúj            | |
| Babodi János                          | Független Kisgazdapárt        | Baranya-Tolna                         | |
| Bajcsy-Zsilinszky Endréné Bende Mária | Független Kisgazdapárt        | Szabolcs Szatmár-Bereg                | |
| Balla Antal                           | Független Kisgazdapárt        | Pest-Pilis-Solt-Kiskun és Bács-Bodrog | |
| Balla Dömötör                         | Független Kisgazdapárt        | Pest-Pilis-Solt-Kiskun és Bács-Bodrog | |
| Balogh András                         | Független Kisgazdapárt        | Nagy-Budapest                         | |
| Balogh István                         | Független Kisgazdapárt        | Csongrád-Csanád                       | |
| Baráth Endre                          | Független Kisgazdapárt        | Heves-Nógrád-Hont                     | |
| Barkóczy Vendel                       | Független Kisgazdapárt        | Baranya-Tolna                         | |
| Bartha Albert                         | Független Kisgazdapárt        | országos lista                        | |
| Bartl Károly                          | Független Kisgazdapárt        |                                       | |
| Bácsalmási József                     | Független Kisgazdapárt        | Pest-Pilis-Solt-Kiskun és Bács-Bodrog | |
| Bálint Sándor                         | Független Kisgazdapárt        | Csongrád-Csanád                       | |
| Bedő Károly                           | Független Kisgazdapárt        | Zala                                  | |
| Belső Gyula                           | Független Kisgazdapárt        | Vas                                   | |
| Bencze Imre                           | Független Kisgazdapárt        | Zala                                  | |
| Bencsik Gyula                         | Független Kisgazdapárt        | Pest-Pilis-Solt-Kiskun és Bács-Bodrog | |
| Benkő András                          | Független Kisgazdapárt        | Nagy-Budapest                         | |
| Bereczky Albert                       | Független Kisgazdapárt        | Nagy-Budapest                         | |
| Békefi Ferenc                         | Független Kisgazdapárt        | Zala                                  | |
| Bihari Nagy Lajos                     | Független Kisgazdapárt        | Hajdú-Bihar                           | |
| Blaskó István                         | Független Kisgazdapárt        | Pest-Pilis-Solt-Kiskun és Bács-Bodrog | |
| Bodnár János Antal                    | Független Kisgazdapárt        | Borsod-Gömör-Zemplén-Abaúj            | |
| Bognár József                         | Független Kisgazdapárt        | Nagy-Budapest                         | |
| Borbély János (FKGP)                  | Független Kisgazdapárt        | Baranya-Tolna                         | |
| Borsa Mihály                          | Független Kisgazdapárt        |                                       | |
| Brunszvik István                      | Független Kisgazdapárt        | Borsod-Gömör-Zemplén-Abaúj            | |
| Czeizel János                         | Független Kisgazdapárt        | Vas                                   | |
| Cziáky Endre                          | Független Kisgazdapárt        | Borsod-Gömör-Zemplén-Abaúj            | 1946. október 2-án elhunyt, ami után Fekete Jenő váltotta                                               |
| Czifra László                         | Független Kisgazdapárt        | Zala                                  | |
| Czövek Jenő                           | Független Kisgazdapárt        | Baranya-Tolna                         | |
| Czupy Bálint                          | Független Kisgazdapárt        | Győr-Moson-Sopron                     | |
| Csala István                          | Független Kisgazdapárt        | Pest-Pilis-Solt-Kiskun és Bács-Bodrog | |
| Cseh-Szombathy László                 | Független Kisgazdapárt        | Fejér-Komárom-Esztergom               | |
| Csépány József                        | Független Kisgazdapárt        | Heves-Nógrád-Hont                     | |
| Csizmadia Lajos                       | Független Kisgazdapárt        | Hajdu-Bihar                           | |
| Csíkos Sándor                         | Független Kisgazdapárt        | Jász-Nagykun-Szolnok                  | |
| Csoma Sándor                          | Független Kisgazdapárt        | Szabolcs-Szatmár-Bereg                | |
| Csornoky Viktor                       | Független Kisgazdapárt        | Nagy-Budapest                         | |
| Csősz László                          | Független Kisgazdapárt        | Hajdú-Bihar                           | |
| Csurgai István                        | Független Kisgazdapárt        | Nagy-Budapest                         | |
| Dajkovich Ferenc                      | Független Kisgazdapárt        | országos lista                        | |
| Dancs József                          | Független Kisgazdapárt        | Fejér-Komárom-Esztergom               | |
| Dessewffy Gyula                       | Független Kisgazdapárt        | Nagy-Budapest                         | |
| Dénes István                          | Független Kisgazdapárt        | Csongrád-Csanád                       | |
| Dinnyés Lajos                         | Független Kisgazdapárt        | Pest-Pilis-Solt-Kiskun és Bács-Bodrog | |
| Dobi István                           | Független Kisgazdapárt        | Fejér-Komárom-Esztergom               | |
| Dobó Gyula                            | Független Kisgazdapárt        | Csongrád-Csanád                       | |
| Dömötör Sándor                        | Független Kisgazdapárt        | Baranya-Tolna                         | |
| Drozdy Győző                          | Független Kisgazdapárt        | Zala                                  | |
| Dubay István                          | Független Kisgazdapárt        | Borsod-Gömör-Zemplén-Abaúj            | |
| Dulin Jenő                            | Független Kisgazdapárt        | Baranya-Tolna                         | |
| Eckhardt Emil                         | Független Kisgazdapárt        |                                       | |
| Eckhardt Sándor                       | Független Kisgazdapárt        | Nagy-Budapest                         | |
| Erőss János                           | Független Kisgazdapárt        | Szabolcs-Szatmár-Bereg                | |
| Erőss Kálmán                          | Független Kisgazdapárt        | Vas                                   | |
| Eszterhás György                      | Független Kisgazdapárt        | Nagy-Budapest                         | |
| Farkas György                         | Független Kisgazdapárt        | Veszprém                              | |
| Fábry Pál                             | Független Kisgazdapárt        |                                       | |
| Fekete Jenő                           | Független Kisgazdapárt        |                                       | |
| Fekete Tibor                          | Független Kisgazdapárt        | Somogy                                | 1946. november 28-án Gerendai János váltotta                                                            |
| Felvinczi László                      | Független Kisgazdapárt        | Nagy-Budapest                         | |
| Fillér László                         | Független Kisgazdapárt        | Zala                                  | |
| Filó Sámuel                           | Független Kisgazdapárt        | országos lista                        | |
| Futó Dezső                            | Független Kisgazdapárt        | Nagy-Budapest                         | |
| Futó József                           | Független Kisgazdapárt        | Békés                                 | |
| G. Fülöp Imre                         | Független Kisgazdapárt        | Pest-Pilis-Solt-Kiskun és Bács-Bodrog | |
| Gaál Ferenc                           | Független Kisgazdapárt        | Jász-Nagykun-Szolnok                  | |
| Gaál Olivér                           | Független Kisgazdapárt        | Somogy                                | |
| Gábriel János                         | Független Kisgazdapárt        | Somogy                                | |
| N. Gál Lajos                          | Független Kisgazdapárt        | Hajdú-Bihar                           | |
| Gálik János                           | Független Kisgazdapárt        | Békés                                 | |
| Gáspár Ervin                          | Független Kisgazdapárt        |                                       | |
| Gáspár Vince                          | Független Kisgazdapárt        | országos lista                        | |
| Gerendai János                        | Független Kisgazdapárt        |                                       | |
| Gordon Ferenc                         | Független Kisgazdapárt        | Nagy-Budapest                         | 1946. szeptember 12-én Borsa Mihály váltotta                                                            |
| Gróh József                           | Független Kisgazdapárt        | Fejér-Komárom-Esztergom               | |
| Guba Mihály                           | Független Kisgazdapárt        | Jász-Nagykun-Szolnok                  | |
| Gulácsy György                        | Független Kisgazdapárt        | Nagy-Budapest                         | |
| Gyöngyösi János                       | Független Kisgazdapárt        | Jász-Nagykun-Szolnok                  | |
| Györgyi Lajos                         | Független Kisgazdapárt        | országos lista                        | |
| Gyulai József                         | Független Kisgazdapárt        | Szabolcs-Szatmár-Bereg                | |
| Gyulai László                         | Független Kisgazdapárt        | Nagy-Budapest                         | |
| Hajdú Kálmán                          | Független Kisgazdapárt        | Hajdú-Bihar                           | |
| Hajdú-Németh Lajos                    | Független Kisgazdapárt        | Győr-Moson-Sopron                     | |
| Halter Béla                           | Független Kisgazdapárt        | Nagy-Budapest                         | |
| Haluszka Mihály                       | Független Kisgazdapárt        | Pest-Pilis-Solt-Kiskun és Bács-Bodrog | |
| Harmathy Lajos                        | Független Kisgazdapárt        | országos lista                        | |
| Hám Tibor                             | Független Kisgazdapárt        | Vas                                   | |
| Hegymegi Kiss Pál                     | Független Kisgazdapárt        | országos lista                        | |
| Holocher Ferenc                       | Független Kisgazdapárt        |                                       | |
| Hompola Mihály                        | Független Kisgazdapárt        | Somogy                                | |
| Horányi Tibor                         | Független Kisgazdapárt        | országos lista                        | |
| Horváth György                        | Független Kisgazdapárt        | Győr-Moson-Sopron                     | |
| Horváth János                         | Független Kisgazdapárt        | Nagy-Budapest                         | |
| Hódy György                           | Független Kisgazdapárt        | Pest-Pilis-Solt-Kiskun és Bács-Bodrog | |
| Illés Sándor                          | Független Kisgazdapárt        | Borsod-Gömör-Zemplén-Abaúj            | |
| Implom Ferenc                         | Független Kisgazdapárt        | Csongrád-Csanád                       | |
| István Ferenc                         | Független Kisgazdapárt        |                                       | |
| Jaczkó Pál                            | Független Kisgazdapárt        | Győr-Moson-Sopron                     | |
| Janzsó János                          | Független Kisgazdapárt        | Vas                                   | |
| Jármay Gyula                          | Független Kisgazdapárt        | Nagy-Budapest                         | |
| Jékelyi László                        | Független Kisgazdapárt        | Nagy-Budapest                         | |
| Jónás József                          | Független Kisgazdapárt        | Somogy                                | |
| Jószai Bálint                         | Független Kisgazdapárt        | Csongrád-Csanád                       | |
| Juhász Ferenc                         | Független Kisgazdapárt        | országos lista                        | |
| Kanta Gyula                           | Független Kisgazdapárt        | országos lista                        | |
| Katona Jenő                           | Független Kisgazdapárt        | Vas                                   | |
| Kálmán Ferenc                         | Független Kisgazdapárt        | Hajdú-Bihar                           | |
| Keresztes Tamás                       | Független Kisgazdapárt        | Csongrád-Csanád                       | |
| Kerék Mihály                          | Független Kisgazdapárt        | Jász-Nagykun-Szolnok                  | |
| Kiss Ferenc (1889)                    | Független Kisgazdapárt        |                                       | |
| Kiss Ferenc (1896)                    | Független Kisgazdapárt        |                                       | |
| Kiss Gergely                          | Független Kisgazdapárt        | országos lista                        | |
| Kiss István (1906)                    | Független Kisgazdapárt        |                                       | |
| Kiss István (1910)                    | Független Kisgazdapárt        |                                       | |
| Kiss László                           | Független Kisgazdapárt        | Pest-Pilis-Solt-Kiskun és Bács-Bodrog | |
| Kiss Sándor                           | Független Kisgazdapárt        | Szabolcs-Szatmár-Bereg                | |
| Kocsi Lajos                           | Független Kisgazdapárt        | Veszprém                              | |
| Kocsi Pál                             | Független Kisgazdapárt        | Veszprém                              | 1947. február 4-én Tárkányi János váltotta, akinek 1947. március 19-én Holocher Ferenc lépett a helyére |
| Komlós Géza                           | Független Kisgazdapárt        | Győr-Moson-Sopron                     | |
| Korányi János                         | Független Kisgazdapárt        |                                       | |
| Koszér Nándor                         | Független Kisgazdapárt        | Baranya-Tolna                         | |
| Kovács Antal                          | Független Kisgazdapárt        | Pest-Pilis-Solt-Kiskun és Bács-Bodrog | |
| Kovács Béla                           | Független Kisgazdapárt        | Baranya-Tolna                         | |
| Kovács István (FKGP)                  | Független Kisgazdapárt        | Fejér-Komárom-Esztergom               | |
| Kovács József (1890)                  | Független Kisgazdapárt        |                                       | |
| Kovács József (1898)                  | Független Kisgazdapárt        |                                       | |
| Kovács Pál                            | Független Kisgazdapárt        |                                       | |
| Kováts Ferenc                         | Független Kisgazdapárt        | Zala                                  | |
| Kováts László                         | Független Kisgazdapárt        | Heves-Nógrád-Hont                     | |
| Kővágó József                         | Független Kisgazdapárt        | Nagy-Budapest                         | |
| Lábady Antal                          | Független Kisgazdapárt        | Baranya-Tolna                         | |
| Lemhényi Dezső                        | Független Kisgazdapárt        |                                       | |
| Lengyel Sándor                        | Független Kisgazdapárt        | Szabolcs-Szatmár-Bereg                | |
| Leniczki Gyula                        | Független Kisgazdapárt        | Borsod-Gömör-Zemplén-Abaúj            | |
| Lénárt Iván                           | Független Kisgazdapárt        | országos lista                        | |
| Lévay Zoltán                          | Független Kisgazdapárt        | Hajdú-Bihar                           | |
| Magyar János                          | Független Kisgazdapárt        | Zala                                  | |
| Mangliár Károly                       | Független Kisgazdapárt        | Zala                                  | |
| Matzkó Lajos                          | Független Kisgazdapárt        | Baranya-Tolna                         | |
| Mándli Sándor                         | Független Kisgazdapárt        | Vas                                   | |
| Mátéffy Géza                          | Független Kisgazdapárt        | Heves-Nógrád-Hont                     | |
| Megyesi Ernő                          | Független Kisgazdapárt        | Zala                                  | |
| Meixner Ernő                          | Független Kisgazdapárt        | Győr-Moson-Sopron                     | |
| Mihály János                          | Független Kisgazdapárt        | Csongrád-Csanád                       | |
| Mihályfi Ernő                         | Független Kisgazdapárt        |                                       | |
| Milassin Kornél                       | Független Kisgazdapárt        | Jász-Nagykun-Szolnok                  | |
| Miskolczy István                      | Független Kisgazdapárt        | Heves-Nógrád-Hont                     | |
| Mizsei Béla                           | Független Kisgazdapárt        | Jász-Nagykun-Szolnok                  | |
| Molics János                          | Független Kisgazdapárt        | Somogy                                | |
| Mócsán József                         | Független Kisgazdapárt        | Szabolcs-Szatmár-Bereg                | |
| Nagy Bódog Béla                       | Független Kisgazdapárt        | Pest-Pilis-Solt-Kiskun és Bács-Bodrog | |
| Nagy Ferenc                           | Független Kisgazdapárt        | Pest-Pilis-Solt-Kiskun és Bács-Bodrog | |
| Z. Nagy Ferenc                        | Független Kisgazdapárt        | Jász-Nagykun-Szolnok                  | |
| Nagy Ignác                            | Független Kisgazdapárt        | Fejér-Komárom-Esztergom               | |
| Nagy János                            | Független Kisgazdapárt        | Heves-Nógrád-Hont                     | |
| Nagy Lajos                            | Független Kisgazdapárt        | Heves-Nógrád-Hont                     | |
| Nagy László                           | Független Kisgazdapárt        | Heves-Nógrád-Hont                     | |
| Nagy Vince                            | Független Kisgazdapárt        | országos lista                        | |
| Nagyiván János                        | Független Kisgazdapárt        | Csongrád-Csanád                       | |
| Németh József                         | Független Kisgazdapárt        | Somogy                                | 1946. december 17-én Thuróczy Gézáné Szetsey Irma váltotta                                              |
| Németh Lajos                          | Független Kisgazdapárt        | Zala                                  | |
| Némethy Jenő                          | Független Kisgazdapárt        | Pest-Pilis-Solt-Kiskun és Bács-Bodrog | |
| Nyirjesy Sándor                       | Független Kisgazdapárt        | Fejér-Komárom-Esztergom               | |
| Ofner Alfréd                          | Független Kisgazdapárt        | Pest-Pilis-Solt-Kiskun és Bács-Bodrog | |
| Oltványi Imre                         | Független Kisgazdapárt        | Nagy-Budapest                         | |
| Oroszi Ferenc                         | Független Kisgazdapárt        |                                       | |
| Ortutay Gyula                         | Független Kisgazdapárt        | országos lista                        | |
| Padányi-Gulyás Béla                   | Független Kisgazdapárt        | Baranya-Tolna                         | |
| Palásti András                        | Független Kisgazdapárt        | Pest-Pilis-Solt-Kiskun és Bács-Bodrog | |
| Pali Sándor                           | Független Kisgazdapárt        | országos lista                        | |
| Palinay Ferenc                        | Független Kisgazdapárt        | Nagy-Budapest                         | |
| Papp György                           | Független Kisgazdapárt        | Szabolcs-Szatmár-Bereg                | |
| Papszt Gyula                          | Független Kisgazdapárt        | Somogy                                | |
| Parragi György                        | Független Kisgazdapárt        | Győr-Moson-Sopron                     | |
| Patonai Elek                          | Független Kisgazdapárt        | Pest-Pilis-Solt-Kiskun és Bács-Bodrog | |
| Pártay Tivadar                        | Független Kisgazdapárt        | Borsod-Gömör-Zemplén-Abaúj            | |
| Pászthory István                      | Független Kisgazdapárt        | Vas                                   | |
| Pásztor Tamás                         | Független Kisgazdapárt        | Nagy-Budapest                         | |
| Pávits József                         | Független Kisgazdapárt        |                                       | |
| Perr Viktor Sixtus                    | Független Kisgazdapárt        | Baranya-Tolna                         | |
| Pesta László                          | Független Kisgazdapárt        | Nagy-Budapest                         | |
| Pécsi József                          | Független Kisgazdapárt        | Győr-Moson-Sopron                     | |
| Pfeiffer Zoltán                       | Független Kisgazdapárt        | Nagy-Budapest                         | |
| Piatrik János                         | Független Kisgazdapárt        | Heves-Nógrád-Hont                     | |
| Pocsai László                         | Független Kisgazdapárt        | Borsod-Gömör-Zemplén-Abaúj            | |
| Pongrácz Aladár                       | Független Kisgazdapárt        | Pest-Pilis-Solt-Kiskun és Bács-Bodrog | |
| Pongrácz Tibor                        | Független Kisgazdapárt        | Pest-Pilis-Solt-Kiskun és Bács-Bodrog | |
| Ravasz Antal                          | Független Kisgazdapárt        | Békés                                 | |
| Rácz Gábor                            | Független Kisgazdapárt        | Borsod-Gömör-Zemplén-Abaúj            | |
| Rácz István                           | Független Kisgazdapárt        | országos lista                        | |
| Rácz Lajos                            | Független Kisgazdapárt        | Békés                                 | |
| Ráth Endre (Reicher)                  | Független Kisgazdapárt        | Pest-Pilis-Solt-Kiskun és Bács-Bodrog | |
| Reők István                           | Független Kisgazdapárt        | országos lista                        | |
| Révész László                         | Független Kisgazdapárt        | Pest-Pilis-Solt-Kiskun és Bács-Bodrog | |
| Rózsahegyi János                      | Független Kisgazdapárt        | Pest-Pilis-Solt-Kiskun és Bács-Bodrog | |
| Rőth Pál                              | Független Kisgazdapárt        | Baranya-Tolna                         | |
| Ruip Jenő                             | Független Kisgazdapárt        | Veszprém                              | |
| Saláta Kálmán                         | Független Kisgazdapárt        | Nagy-Budapest                         | 1947. január 24-én Fábry Pál váltotta                                                                   |
| Samu László                           | Független Kisgazdapárt        | Baranya-Tolna                         | |
| Sághy S. János                        | Független Kisgazdapárt        | Csongrád-Csanád                       | |
| Sári Ignác                            | Független Kisgazdapárt        | Nagy-Budapest                         | |
| Sisitka József                        | Független Kisgazdapárt        | Pest-Pilis-Solt-Kiskun és Bács-Bodrog | |
| Stühmerné Oberschall Ilma             | Független Kisgazdapárt        | Nagy-Budapest                         | |
| Sulyok Dezső                          | Független Kisgazdapárt        | Veszprém                              | 1947. július 22-én István Ferenc váltotta                                                               |
| Szabó Árpád                           | Független Kisgazdapárt        | Békés                                 | |
| Szabó Ferenc                          | Független Kisgazdapárt        | Heves-Nógrád-Hont                     | |
| Szabó István (FKGP)                   | Független Kisgazdapárt        | Szabolcs-Szatmár-Bereg                | 1946. november 28-án Tóth József váltotta                                                               |
| B. Szabó István                       | Független Kisgazdapárt        | Békés                                 | |
| Szabó József                          | Független Kisgazdapárt        | Borsod-Gömör-Zemplén-Abaúj            | |
| Szabó Kálmán                          | Független Kisgazdapárt        | Fejér-Komárom-Esztergom               | |
| Szabó László                          | Független Kisgazdapárt        |                                       | |
| Szabó Papp János                      | Független Kisgazdapárt        | Borsod-Gömör-Zemplén-Abaúj            | |
| Szakács József                        | Független Kisgazdapárt        | Borsod-Gömör-Zemplén-Abaúj            | |
| Szalay András                         | Független Kisgazdapárt        | Győr-Moson-Sopron                     | |
| Szántó Vezekényi István               | Független Kisgazdapárt        | Heves-Nógrád-Hont                     | |
| Szemes József                         | Független Kisgazdapárt        | Nagy-Budapest                         | |
| Szenner József                        | Független Kisgazdapárt        | Nagy-Budapest                         | |
| Szente József                         | Független Kisgazdapárt        | Pest-Pilis-Solt-Kiskun és Bács-Bodrog | |
| Szentiványi Lajos                     | Független Kisgazdapárt        | országos lista                        | |
| Széchey Béla                          | Független Kisgazdapárt        | Baranya-Tolna                         | |
| Szigethy Gyula                        | Független Kisgazdapárt        | Hajdú-Bihar                           | |
| Szintén György                        | Független Kisgazdapárt        | országos lista                        | |
| Szolnoki István                       | Független Kisgazdapárt        | Nagy-Budapest                         | |
| Szőnyi Imre                           | Független Kisgazdapárt        | Csongrád-Csanád                       | |
| Taksonyi János                        | Független Kisgazdapárt        | Baranya-Tolna                         | |
| Tárkány Szücs Ferenc                  | Független Kisgazdapárt        | Csongrád-Csanád                       | |
| Tárkányi János                        | Független Kisgazdapárt        |                                       | |
| Ternay István                         | Független Kisgazdapárt        | Szabolcs-Szatmár-Bereg                | |
| Tessik Pál                            | Független Kisgazdapárt        | Nagy-Budapest                         | |
| Thuróczy Gézáné Szetsey Irma          | Független Kisgazdapárt        |                                       | |
| Tildy Zoltán                          | Független Kisgazdapárt        | országos lista                        | 1946. február 5-én Eckhardt Emil váltotta, akinek 1946. március 11-én Balogh András lépett a helyére    |
| ifj. Tildy Zoltán                     | Független Kisgazdapárt        |                                       | 1946. november 28-án Kovács József váltotta                                                             |
| Tildy Zoltánné Gyenis Erzsébet        | Független Kisgazdapárt        |                                       | 1946. február 5-én Benkő András váltotta                                                                |
| Tomasovszky Mihály                    | Független Kisgazdapárt        | Szabolcs-Szatmár-Bereg                | 1946. december 3-án Kovács Pál váltotta                                                                 |
| Tombor Jenő                           | Független Kisgazdapárt        | országos lista                        | 1946. július 25-én Korányi János váltotta                                                               |
| G. Tóth József                        | Független Kisgazdapárt        | Borsod-Gömör-Zemplén-Abaúj            | |
| Tóth Lajos                            | Független Kisgazdapárt        |                                       | |
| Tóth Lajos                            | Független Kisgazdapárt        |                                       | |
| Törő József                           | Független Kisgazdapárt        | országos lista                        | |
| Tőke István                           | Független Kisgazdapárt        | Fejér-Komárom-Esztergom               | |
| Udvary Dezső                          | Független Kisgazdapárt        | Jász-Nagykun-Szolnok                  | |
| Varga Béla                            | Független Kisgazdapárt        | országos lista                        | 1947. július 3-án Zsiska Libor János váltotta                                                           |
| Varga Gedeon                          | Független Kisgazdapárt        | Pest-Pilis-Solt-Kiskun és Bács-Bodrog | |
| Varga József                          | Független Kisgazdapárt        |                                       | |
| Vass Sándor                           | Független Kisgazdapárt        | Pest-Pilis-Solt-Kiskun és Bács-Bodrog | |
| Vaszkó Mihály                         | Független Kisgazdapárt        | országos lista                        | |
| Vatai László                          | Független Kisgazdapárt        | országos lista                        | |
| Vándor Ferenc                         | Független Kisgazdapárt        |                                       | |
| Vásáry István                         | Független Kisgazdapárt        | Hajdú-Bihar                           | |
| Vásáry József                         | Független Kisgazdapárt        | Borsod-Gömör-Zemplén-Abaúj            | |
| Veér Imre                             | Független Kisgazdapárt        | Pest-Pilis-Solt-Kiskun és Bács-Bodrog | 1947. április 22-én Lemhényi Dezső váltotta                                                             |
| Veress Anna                           | Független Kisgazdapárt        | Nagy-Budapest                         | |
| Veress Menyhért                       | Független Kisgazdapárt        | Szabolcs-Szatmár-Bereg                | |
| Vértessy Károly                       | Független Kisgazdapárt        | Heves-Nógrád-Hont                     | 1947. július 21-én Szabó László váltotta                                                                |
| Vidovics Ferenc                       | Független Kisgazdapárt        | Veszprém                              | 1947. január 24-én Tóth Lajos váltotta                                                                  |
| Virágh József                         | Független Kisgazdapárt        | Szabolcs-Szatmár-Bereg                | |
| Vócsa Ferenc                          | Független Kisgazdapárt        | Fejér-Komárom-Esztergom               | |
| Vörös Vince                           | Független Kisgazdapárt        | országos lista                        | |
| Zákányi József                        | Független Kisgazdapárt        | Somogy                                | |
| Zsiska Libor János                    | Független Kisgazdapárt        |                                       | |
| Zsom Miklós                           | Független Kisgazdapárt        | Hajdú-Bihar                           | |
| Andics Erzsébet                       | Magyar Kommunista Párt        | országos lista                        | |
| Apró Antal                            | Magyar Kommunista Párt        | Nagy-Budapest                         | |
| Bakó Kálmán                           | Magyar Kommunista Párt        | Jász-Nagykun-Szolnok                  | |
| Birkás Imre                           | Magyar Kommunista Párt        | Békés                                 | |
| Dadi Imre                             | Magyar Kommunista Párt        |                                       | 1946. április 30-án Erdei Mihály váltotta                                                               |
| Donáth Ferenc                         | Magyar Kommunista Párt        | Pest-Pilis-Solt-Kiskun és Bács-Bodrog | |
| Döbrentei Károlyné Némety Aranka      | Magyar Kommunista Párt        | Nagy-Budapest                         | |
| Dömötör Ferenc                        | Magyar Kommunista Párt        | Heves-Nógrád-Solt                     | |
| Drahos Lajos                          | Magyar Kommunista Párt        | Nagy-Budapest                         | |
| Erdei Mihály                          | Magyar Kommunista Párt        | Csongrád-Csanád                       | |
| Farkas Imre                           | Magyar Kommunista Párt        | Csongrád-Csanád                       | |
| Farkas Mihály                         | Magyar Kommunista Párt        | Baranya-Tolna                         | |
| Fekete Mihály                         | Magyar Kommunista Párt        | Borsod-Gömör-Zemplén-Abaúj            | |
| Fülöp József                          | Magyar Kommunista Párt        | Borsod-Gömör-Zemplén-Abaúj            | |
| Gábor József                          | Magyar Kommunista Párt        | Pest-Pilis-Solt-Kiskun és Bács-Bodrog | |
| Gerő Ernő                             | Magyar Kommunista Párt        | Jász-Nagykun-Szolnok                  | |
| Gyenes Antal                          | Magyar Kommunista Párt        | Jász-Nagykun-Szolnok                  | |
| Gyócsi Jenő                           | Magyar Kommunista Párt        | Nagy-Budapest                         | |
| Gyuska János                          | Magyar Kommunista Párt        | Békés                                 | |
| Hajdú Gyula                           | Magyar Kommunista Párt        | Baranya-Tolna                         | |
| Harák Ferenc                          | Magyar Kommunista Párt        |                                       | |
| Hegedüs András                        | Magyar Kommunista Párt        |                                       | |
| Hermann Ferenc                        | Magyar Kommunista Párt        | Heves-Nógrád-Hont                     | |
| Horváth István                        | Magyar Kommunista Párt        | Veszprém                              | 1946. november 28-án Harák Ferenc váltotta                                                              |
| Horváth Márton                        | Magyar Kommunista Párt        | Pest-Pilis-Solt-Kiskun és Bács-Bodrog | |
| Kádár János                           | Magyar Kommunista Párt        | Heves-Nógrád-Hont                     | |
| Kállai Gyula                          | Magyar Kommunista Párt        | Hajdú-Bihar                           | |
| Kiss Imre                             | Magyar Kommunista Párt        |                                       | 1946. április 30-án Farkas Imre váltotta                                                                |
| Kiss Károly                           | Magyar Kommunista Párt        | Nagy-Budapest                         | |
| Kossa István                          | Magyar Kommunista Párt        | Győr-Moson-Sopron                     | |
| Kovács István (MKP)                   | Magyar Kommunista Párt        | Nagy-Budapest                         | |
| Krancz Pál                            | Magyar Kommunista Párt        | Baranya-Tolna                         | |
| Ledniczky Lajos                       | Magyar Kommunista Párt        | Zala                                  | |
| Losonczy Géza                         | Magyar Kommunista Párt        | Pest-Pilis-Solt-Kiskun és Bács-Bodrog | |
| Macskási József                       | Magyar Kommunista Párt        | Pest-Pilis-Solt-Kiskun és Bács-Bodrog | |
| Mód Aladár                            | Magyar Kommunista Párt        | országos lista                        | |
| Molnár Erik                           | Magyar Kommunista Párt        | Pest-Pilis-Solt-Kiskun és Bács-Bodrog | |
| Nagy Imre                             | Magyar Kommunista Párt        | Szabolcs-Szatmár-bereg                | |
| Nógrádi Sándor                        | Magyar Kommunista Párt        | Borsod-Gömör-Zemplén-Abaúj            | |
| Oczel János                           | Magyar Kommunista Párt        | Heves-Nógrád-Hont                     | |
| Oláh Mihály                           | Magyar Kommunista Párt        | Csongrád-Csanád                       | |
| Olt Károly                            | Magyar Kommunista Párt        | országos lista                        | |
| Orbán László                          | Magyar Kommunista Párt        | Nagy-Budapest                         | |
| Osztrovszki György                    | Magyar Kommunista Párt        | Fejér-Komárom-Esztergom               | |
| Papp Lajos                            | Magyar Kommunista Párt        | országos lista                        | |
| Pintér András                         | Magyar Kommunista Párt        | Szabolcs-Szatmár-Bereg                | |
| Piros László                          | Magyar Kommunista Párt        | országos lista                        | |
| Prieszol József                       | Magyar Kommunista Párt        | Nagy-Budapest                         | |
| Ragó Antal                            | Magyar Kommunista Párt        | Jász-Nagykun-Szolnok                  | |
| Rajk László                           | Magyar Kommunista Párt        | Fejér-Komárom-Esztergom               | |
| Ratkó Anna                            | Magyar Kommunista Párt        | Nagy-Budapest                         | |
| Rákosi Mátyás                         | Magyar Kommunista Párt        | Nagy-Budapest                         | |
| Révai József                          | Magyar Kommunista Párt        | Csongrád-Csanád                       | |
| Rudas László                          | Magyar Kommunista Párt        | országos lista                        | |
| Rusznyák István                       | Magyar Kommunista Párt        | Nagy-Budapest                         | |
| Sinkovics István                      | Magyar Kommunista Párt        | Somogy                                | |
| Somogyi Miklós                        | Magyar Kommunista Párt        | országos lista                        | |
| Sulyán György                         | Magyar Kommunista Párt        | Heves-Nógrád-Hont                     | |
| Szabó Imre                            | Magyar Kommunista Párt        | Vas                                   | |
| Szabó István (MKP)                    | Magyar Kommunista Párt        | Hajdú-Bihar                           | |
| Szabó Piroska                         | Magyar Kommunista Párt        | Nagy-Budapest                         | |
| Szántó Zoltán                         | Magyar Kommunista Párt        | Győr-Moson-Sopron                     | 1947. február 6-án Hegedüs András váltotta                                                              |
| Szipka József                         | Magyar Kommunista Párt        | Nagy-Budapest                         | |
| Szirmai István                        | Magyar Kommunista Párt        | Békés                                 | |
| Szobek András                         | Magyar Kommunista Párt        | országos lista                        | |
| Tisza József                          | Magyar Kommunista Párt        |                                       | |
| Tombácz Imre                          | Magyar Kommunista Párt        | Csongrád-Csanád                       | |
| Török János                           | Magyar Kommunista Párt        | Pest-Pilis-Solt-Kiskun és Bács-Bodrog | |
| Urbancsok Mihály                      | Magyar Kommunista Párt        | Borsod-Gömör-Zemplén-Abaúj            | |
| Varga István                          | Magyar Kommunista Párt        | Nagy-Budapest                         | |
| Vári András                           | Magyar Kommunista Párt        | Békés                                 | |
| Vas Zoltán                            | Magyar Kommunista Párt        | Nagy-Budapest                         | |
| Vidor Győző                           | Magyar Kommunista Párt        | Jász-Nagykun-Szolnok                  | 1946. november 28-án Tisza József váltotta                                                              |
| Zgyerka János                         | Magyar Kommunista Párt        | Fejér-Komárom-Esztergom               | |
| Zöld Sándor                           | Magyar Kommunista Párt        | Hajdú-Bihar                           | |
| Bán Antal                             | Szociáldemokrata Párt         | Heves-Nógrád-Hont                     | |
| Bechtler Péter                        | Szociáldemokrata Párt         | Baranya-Tolna                         | |
| Bede Béla                             | Szociáldemokrata Párt         |                                       | |
| Borbély János (SZDP)                  | Szociáldemokrata Párt         | Fejér-Komárom-Esztergom               | |
| Botyánszky Pálné Müller Erzsébet      | Szociáldemokrata Párt         | Békés                                 | |
| Buchinger Manó                        | Szociáldemokrata Párt         | országos lista                        | |
| Bundzsák István                       | Szociáldemokrata Párt         | Pest-Pilis-Solt-Kiskun és Bács-Bodrog | 1947. március 19-én Fehér András váltotta                                                               |
| Czézner Dénes                         | Szociáldemokrata Párt         | Fejér-Komárom-Esztergom               | |
| Csala László                          | Szociáldemokrata Párt         | Pest-Pilis-Solt-Kiskun és Bács-Bodrog | |
| Dávid János                           | Szociáldemokrata Párt         | Nagy-Budapest                         | |
| Dombay János                          | Szociáldemokrata Párt         | Zala                                  | |
| Erdei István                          | Szociáldemokrata Párt         | Csongrád-Csanád                       | |
| Faragó László                         | Szociáldemokrata Párt         | Nagy-Budapest                         | |
| Gallai Lajos                          | Szociáldemokrata Párt         | Nagy-Budapest                         | |
| Gyurkovics Károly                     | Szociáldemokrata Párt         | Nagy-Budapest                         | |
| Fehér András                          | Szociáldemokrata Párt         |                                       | |
| Fischer József                        | Szociáldemokrata Párt         |                                       | |
| Hajdú Ernőné Auer Fanni               | Szociáldemokrata Párt         | Pest-Pilis-Solt-Kiskun és Bács-Bodrog | |
| Halász Alfréd                         | Szociáldemokrata Párt         | Nagy-Budapest                         | |
| Ivanics István                        | Szociáldemokrata Párt         | Nagy-Budapest                         | |
| Jancsecz Imre                         | Szociáldemokrata Párt         | Nagy-Budapest                         | |
| Juhász István                         | Szociáldemokrata Párt         | Borsod-Gömör-Zemplén-Abaúj            | |
| Justus Pál                            | Szociáldemokrata Párt         | országos lista                        | |
| Kállai Sándor                         | Szociáldemokrata Párt         | Hajdú-Bihar                           | |
| Kárpáti Antal                         | Szociáldemokrata Párt         | Nagy-Budapest                         | |
| Kelemen Gyula                         | Szociáldemokrata Párt         | Nagy-Budapest                         | |
| Kertész Miklós                        | Szociáldemokrata Párt         | országos lista                        | |
| Kéthly Anna                           | Szociáldemokrata Párt         | Somogy                                | |
| Kisházi Ödön                          | Szociáldemokrata Párt         | Pest-Pilis-Solt-Kiskun és Bács-Bodrog | |
| Kiss Ernő                             | Szociáldemokrata Párt         | Csongrád-Csanád                       | |
| Kiss József                           | Szociáldemokrata Párt         | Jász-Nagykun-Szolnok                  | |
| Kiss Roland                           | Szociáldemokrata Párt         | Szabolcs-Szatmár-Bereg                | |
| Kovács János                          | Szociáldemokrata Párt         | Hajdú-Bihar                           | |
| Kőműves József                        | Szociáldemokrata Párt         | országos lista                        | |
| Kurunczi Péter                        | Szociáldemokrata Párt         | Békés                                 | |
| Lányi Béla                            | Szociáldemokrata Párt         | Nagy-Budapest                         | 1946. július 23-án Fischer József váltotta                                                              |
| Malasits Géza                         | Szociáldemokrata Párt         | Győr-Moson-Sopron                     | |
| Marosán György                        | Szociáldemokrata Párt         | Zala                                  | |
| Medey István                          | Szociáldemokrata Párt         | Győr-Moson-Sopron                     | |
| Mónus Illésné Koronya Jolán           | Szociáldemokrata Párt         | Nagy-Budapest                         | |
| Nemes Júlia                           | Szociáldemokrata Párt         | Borsod-Gömör-Zemplén-Abaúj            | |
| Pásztor Imre                          | Szociáldemokrata Párt         | országos lista                        | |
| Pásztor József                        | Szociáldemokrata Párt         | Szabolcs-Szatmár-Bereg                | |
| Pavlovszky Ferenc                     | Szociáldemokrata Párt         |                                       | |
| Peyer Károly                          | Szociáldemokrata Párt         | Veszprém                              | |
| Pintér János                          | Szociáldemokrata Párt         | országos lista                        | |
| Popik János                           | Szociáldemokrata Párt         | Nagy-Budapest                         | |
| Pozsgay Gyula                         | Szociáldemokrata Párt         | Baranya-Tolna                         | |
| Reisinger Ferenc                      | Szociáldemokrata Párt         | Borsod-Gömör-Zemplén-Abaúj            | |
| Révész Ferenc                         | Szociáldemokrata Párt         | országos lista                        | |
| Révész Mihály                         | Szociáldemokrata Párt         | Nagy-Budapest                         | |
| Ries István                           | Szociáldemokrata Párt         | Nagy-Budapest                         | |
| Rónai Sándor                          | Szociáldemokrata Párt         | Borsod-Gömör-Zemplén-Abaúj            | |
| Schiffer Pál                          | Szociáldemokrata Párt         | országos lista                        | |
| Spitálszky Károly                     | Szociáldemokrata Párt         | Heves-Nógrád-Hont                     | |
| Szabó István (SZDP)                   | Szociáldemokrata Párt         | Hajdú-Bihar                           | |
| Szakasits Árpád                       | Szociáldemokrata Párt         | Fejér-Komárom-Esztergom               | |
| Szamay Lajos                          | Szociáldemokrata Párt         | Nagy-Budapest                         | |
| Száva István                          | Szociáldemokrata Párt         | Nagy-Budapest                         | |
| Szeder Ferenc                         | Szociáldemokrata Párt         | Békés                                 | |
| Szélig Imre                           | Szociáldemokrata Párt         | Pest-Pilis-Solt-Kiskun és Bács-Bodrog | |
| Szurdi István                         | Szociáldemokrata Párt         | Heves-Nógrád-Hont                     | |
| Takács Ferenc                         | Szociáldemokrata Párt         | Csongrád-Csanád                       | |
| Takács József                         | Szociáldemokrata Párt         | Jász-Nagykun-Szolnok                  | |
| Tolnai József                         | Szociáldemokrata Párt         | Baranya-Tolna                         | 1946. november 28-án Török Júlia váltotta                                                               |
| Tóth László                           | Szociáldemokrata Párt         | Pest-Pilis-Solt-Kiskun és Bács-Bodrog | 1946. november 28-án Pavlovszky Ferenc váltotta                                                         |
| Turi István                           | Szociáldemokrata Párt         | Pest-Pilis-Solt-Kiskun és Bács-Bodrog | |
| Török Júlia                           | Szociáldemokrata Párt         |                                       | |
| Udvaros István                        | Szociáldemokrata Párt         |                                       | 1946. február 15-én Medey István váltotta                                                               |
| Vágvölgyi Tibor                       | Szociáldemokrata Párt         | Nagy-Budapest                         | |
| Vajda Imre                            | Szociáldemokrata Párt         | országos lista                        | |
| Valentiny Ágoston                     | Szociáldemokrata Párt         | Csongrá-Csanád                        | |
| Vas-Witteg Miklós                     | Szociáldemokrata Párt         |                                       | |
| Visnyei Sándor                        | Szociáldemokrata Párt         | Nagy-Budapest                         | |
| Zentai Vilmos                         | Szociáldemokrata Párt         | Győr-Moson-Sopron                     | |
| Adorján József                        | Nemzeti Parasztpárt           | Heves-Nógrád-Hont                     | |
| Bartha László                         | Nemzeti Parasztpárt           | Szabolcs-Szatmár-Bereg                | |
| Buzás Márton                          | Nemzeti Parasztpárt           | Heves-Nógrád-Hont                     | |
| Czéh József                           | Nemzeti Parasztpárt           | Baranya-Tolna                         | |
| Darvas József                         | Nemzeti Parasztpárt           | Borsod-Gömör-Zemplén-Abaúj            | |
| Erdei Ferenc                          | Nemzeti Parasztpárt           | Csongrád-Csanád                       | |
| Farkas Ferenc                         | Nemzeti Parasztpárt           | országos lista                        | |
| Gém Ferenc                            | Nemzeti Parasztpárt           | Hajdú-Bihar                           | |
| Hegyesi János                         | Nemzeti Parasztpárt           | Békés                                 | |
| Illyés Gyula                          | Nemzeti Parasztpárt           | országos lista                        | |
| Jócsik Lajos                          | Nemzeti Parasztpárt           | Fejér-Komárom-Esztergom               | |
| Kondor Imre                           | Nemzeti Parasztpárt           | Hajdú-Bihar                           | |
| Kovács Imre                           | Nemzeti Parasztpárt           | Nagy-Budapest                         | |
| Mikita István                         | Nemzeti Parasztpárt           | Szabolcs-Szatmár-Bereg                | |
| Nánási László                         | Nemzeti Parasztpárt           | Jász-Nagykun-Szolnok                  | |
| Pap János                             | Nemzeti Parasztpárt           | Csongrád-Csanád                       | |
| Somogyi Imre                          | Nemzeti Parasztpárt           | Győr-Moson-Sopron                     | |
| Szabó Ferenc                          | Nemzeti Parasztpárt           | országos lista                        | |
| Szabó Pál                             | Nemzeti Parasztpárt           | Hajdú Bihar                           | |
| Sz. Szabó Pál                         | Nemzeti Parasztpárt           | Pest-Pilis-Solt-Kiskun és Bács-Bodrog | |
| Tóth János                            | Nemzeti Parasztpárt           | Szabolcs-Szatmár-Bereg                | |
| Válóczi János                         | Nemzeti Parasztpárt           | Pest-Pilis-Solt-Kiskun és Bács-Bodrog | |
| Veres Péter                           | Nemzeti Parasztpárt           | Heves-Nógrád-Hont                     | |
| Slachta Margit                        | Polgári Demokrata Párt        | Nagy-Budapest                         | |
| Szent-Iványi Sándor                   | Polgári Demokrata Párt        | Nagy-Budapest                         | |
| Bölöni György                         | Nemzetgyűlés által választott |                                       | Az MKP frakciójához csatlakozott, még a pártba is belépett 1945 őszén                                   |
| Juhász Nagy Sándor                    | Nemzetgyűlés által választott |                                       | |
| Károlyi Mihály                        | Nemzetgyűlés által választott |                                       | |
| Kodály Zoltán                         | Nemzetgyűlés által választott |                                       | |
| Miklós Béla, dálnoki                  | Nemzetgyűlés által választott |                                       | |
| Moór Gyula                            | Nemzetgyűlés által választott |                                       | |
| Pátzay Pál                            | Nemzetgyűlés által választott |                                       | |
| Szent-Györgyi Albert                  | Nemzetgyűlés által választott |                                       | |
| Szőnyi István                         | Nemzetgyűlés által választott |                                       | |
| Tamási Áron                           | Nemzetgyűlés által választott |                                       | A Nemzeti Parasztpárt frakciójához csatlakozott és a pártba is belépett                                 |
| Vámbéry Rusztem                       | Nemzetgyűlés által választott |                                       | |
| Zsedényi Béla                         | Nemzetgyűlés által választott |                                       | |